# Lithospermum viride
Lithospermum viride är en strävbladig växtart som beskrevs av Edward Lee Greene. Lithospermum viride ingår i släktet stenfrön, och familjen strävbladiga växter. Inga underarter finns listade i Catalogue of Life.